# Гемоглобин C
Гемоглоби́н С (Hemoglobin C), или ΗbC — один из мутантных гемоглобинов.

## Распространение
Патологические (аномальные) гемоглобины отличаются от нормального гемоглобина физико-химическими свойствами и молекулярной структурой глобиновой части. Присутствие в эритроцитах аномальных или патологических гемоглобинов приводит к состояниям, которые называются гемоглобинозы или гемоглобинопатии и являются наследственными аномалиями кроветворения.
Данные заболевания распространены в экваториальной Африке, странах Средиземноморья, Аравийского полуострова, Юго-Восточной Азии, на юге Индии, острове Шри-Ланка, в Южном Китае, на юге США. Северная часть Ганы является центром распространения  аллеля С.

## Мутация
Мутация — в этом виде гемоглобина в 6-м положении β-полипептидной цепи глутаминовая кислота замещена на лизин (Hemoglobin C (HBB, GLU6LYS)). Этот вариант гемоглобина назван «С» по названию города, у жителя которого была впервые обнаружена мутация — Christchurch Новая Зеландия, хотя встречается преимущественно в Западной Африке.
Эта мутантная форма снижает пластичность эритроцитов организма. В гетерозиготном организме (один аллель, кодирующий нормальный гемоглобин и один мутантный аллель) 28-44 % гемоглобина представлены гемоглобином С, анемия не развивается. У гомозигот почти весь гемоглобин находится в мутантной форме, вызывая умеренную гемолитическую анемию. У таких пациентов кристаллы гемоглобина С можно обнаружить при анализе мазка крови.
Присутствие комбинации гемоглобинов С и S вызывает более тяжёлые формы анемии.

## Происхождение
Гипотеза, объясняющая сохранение аллелей аномальных гемоглобинов: мутации в гене, контролирующем образование гемоглобина, в гетерозиготном состоянии вызывают повышенную, по сравнению с нормальным организмом, выживаемость при заражении малярией. Таким образом, существует положительный естественный отбор на сохранение данных вариантов гемоглобина в популяции.